# Áno Lapsísta
Áno Lapsísta (Ano Lapsista) är en ort i Grekland.   Den ligger i prefekturen Nomós Ioannínon och regionen Epirus, i den nordvästra delen av landet, 300 km nordväst om huvudstaden Aten. Áno Lapsísta ligger 482 meter över havet och antalet invånare är 386.
Terrängen runt Áno Lapsísta är varierad. Runt Áno Lapsísta är det mycket tätbefolkat, med 1 056 invånare per kvadratkilometer. Närmaste större samhälle är Ioánnina, 11,3 km sydost om Áno Lapsísta. Trakten runt Áno Lapsísta består till största delen av jordbruksmark.